# Eglarest
Eglarest was een havenstad die voorkomt in J.R.R. Tolkiens Silmarillion.
De stad was gelegen in West-Beleriand, in de streek Falas aan de zee Belegaer. De rivier de Nenning stroomde er ten westen langs en niet ver naar het westen lag de andere havenstad van de Falas: Brithombar. Eglarest werd gebouwd gedurende de Eerste Era. Toen de Elfen de grote oversteek wilde maken naar Aman bleef een gedeelte van de Teleri, achter in Midden-aarde. Círdan was de leider van de Falathrim; de Elfen van de Falas.
Vele jaren later zouden de Noldor van het aangrenzende rijk van Nargothrond, onder leiding van Finrod Felagund, helpen met een grootse verbouwing van Brithombar en Eglarest. Zo stonden de grootse havens een lange tijd. Maar na de Nirnaeth Arnoediad, de Slag van Ongetelde Tranen, stuurde Morgoth opnieuw een groot leger naar de Falas en ditmaal wist hij de havens wel te vernietigen. De Elfen die er woonden, vermaard om hun scheepsbouwkunsten, wisten gedeeltelijk te ontsnappen naar het eiland Balar waar de verdreven volken van Beleriand zich verzamelden aan het einde van de Eerste Era.